# Chenemetneferhedžet II.
| Xnm · t | nfr | HDt | wr · t |

| Xnm · t | nfr | HDt | wr · t |

Chenemetneferhedžet II. (Weret) byla staroegyptská královna z 12. dynastie, manželka faraona Senusreta III.
Byla jednou ze čtyř jeho známých manželek. Další tři byly Meretseger, Neferhenut a (možná) Sithathoriunet. Její jméno bylo také královským titulem používaným v té době: chenemetneferhedžet znamená „spojená s bílou korunou“. Je zmíněna na dvou sochách svého manžela. Jedna socha se nyní nachází v Britském muzeu a druhá, nalezená v Herakleopolisu, v Egyptském muzeu. Byla pohřbena v Pyramidě IX v pyramidovém komplexu v Dáhšúru, kde v roce 1994 byly nalezeny její šperky.
Její tituly zněly: Králova manželka; Paní žezla (doslova Velké žezlo).